# Андон Чипишев
Андон Янев Чипишев е български политик, деец на Българската комунистическа партия.

## Биография
Андон Чипишев е роден в 1880 година в бедно семейство в мелнишкото село Храсна, което тогава е в Османската империя. Работи като ковач. В 1911 година емигрира в Америка, но в 1915 година се завръща. След Първата световна война в 1919 година е сред основателите на комунистическата организация в Храсна, която печели на общинските избори в 1920 година. През септември 1922 година организира чета от 15 души, която се прехвърля в Неврокопско. Участва в отбраната на града при Неврокопската акция на ВМРО на 16 октомври 1922 година, при която е заловен и на следния ден 17 октомври убит в центъра на Неврокоп от четниците на Алеко Василев.